# Xabier Azparren
Xabier Mikel Azparren Irurzun (San Sebastián, 25 febbraio 1999) è un ciclista su strada e pistard spagnolo di origine basca che corre per la Q36.5 Pro Cycling Team. È professionista dal 2021.

## Palmarès

### Strada
- 2016 (Juniores)

Campionati spagnoli, Prova a cronometro Junior
- 2019 (Laboral Kutxa, una vittoria)

Campionati spagnoli, Prova a cronometro Under-23
- 2022 (Euskaltel-Euskadi, una vittoria)

2ª tappa Volta ao Alentejo (Beja > Portel)

### Pista
- 2017 (Juniores)

Campionati spagnoli, Americana Junior (con Imanol Isasa)
Campionati spagnoli, Inseguimento a squadre Junior (con Luis María Garikano, Unai Iribar e Imanol Isasa)
- 2020

Campionati spagnoli, Americana (con Illart Zuazubiskar)
- 2022

Memorial Miquel Poblet, Omnium

## Piazzamenti

### Grandi Giri
- Giro d'Italia

2025: 125º
- Vuelta a España

2021: 111º
2022: 94º

### Classiche monumento
- Milano-Sanremo

2025: 144º
- Liegi-Bastogne-Liegi

2025: 87º

### Competizioni mondiali
- Campionati del mondo su strada

Yorkshire 2019 - Cronometro Under-23: 46º
Fiandre 2021 - Cronometro Under-23: 21º
Fiandre 2021 - Staffetta mista: 11º
Fiandre 2021 - In linea Under-23: 74º
Glasgow 2023 - In linea Elite: ritirato
Glasgow 2023 - Staffetta mista: 11º
Glasgow 2023 - Cronometro Elite: 40º

### Competizioni continentali
- Campionati europei su strada

Plumelec 2016 - Cronometro Junior: 23º
Plumelec 2016 - In linea Junior: 100º
Alkmaar 2019 - Cronometro Under-23: 32º
Alkmaar 2019 - In linea Under-23: ritirato
Plouay 2020 - In linea Under-23: 74º
Trento 2021 - In linea Under-23: ritirato
Monaco di Baviera 2022 - In linea Elite: 119º
Drenthe 2023 - Cronometro Elite: 22º
Drenthe 2023 - In linea Elite: ritirato